# Lymantria joannisi
Lymantria joannisi är en fjärilsart som beskrevs av Le Cerf 1921. Lymantria joannisi ingår i släktet Lymantria och familjen tofsspinnare. Inga underarter finns listade i Catalogue of Life.